# 다왕루역
다왕루역(大望路站, 대망로참)은 베이징 지하철 1호선과 베이징 지하철 14호선의 환승역이다. 1999년 9월 28일 1호선 톈안먼시 역 ~ 스후이둥 역 구간이 개통하면서 영업을 시작하였다. 이후 2015년 12월 26일에 베이징 지하철 14호선 베이징 남역-진타이루 역 구간이 개통이 되면서 환승역이 되었다.

## 위치
이 역은 젠궈 로(建國路)와 시다왕 로(西大望路)의 접경에 있다.

## 역구조

### 층별 구조
| 지면     | 지면                            | A~H 출구                                                      |
| 지하 1층 | 1호선 대합실                    | 보안 체크, 티켓 자동 판매기, 고객 서비스 센터, 환승 통로 상층 |
| 지하 2층 | 14호선 대합실                   | 보안 체크, 티켓 자동 판매기, 고객 서비스 센터, 환승 통로 하층 |
| 지하 2층 | 서행                            | ← ■ 1호선 핑궈위안 방면(궈마오)                               |
| 지하 2층 | 섬식 승강장, 왼쪽 출입문이 열림 |                                                               |
| 지하 2층 | 동행                            | ■ 1호선 쓰후이둥 방면 (쓰후이) →                              |
| 지하 3층 | 북행                            | ← ■ 14호선 산거좡 방면 (훙먀오)                               |
| 지하 3층 | 섬식 승강장, 왼쪽 출입문이 열림 |                                                               |
| 지하 3층 | 남행                            | ■ 14호선 베이징 남역 방면 (주룽산) →                          |

### 대합실
1호선 역 대합실은 시다왕 로와 젠궈 로의 교차로 서쪽에서, 젠궈 로의 지하에 있으며, 북쪽으로 환승 통로 및 출구가 있다. 14호선 역 대합실은 교차로의 북쪽에서, 시다왕 로의 지하에 있으며, 서쪽으로 환승 통로의 출구가, 동쪽에는 중앙미술학원(中央美术学院) 교사인 궈리밍(郭立明)이 디자인한 벽화인 "조구간오(朝九晚五)"가 있다.두 노선 역 대합실은 양방향 환승 통로로 연결되며, 환승 통로에는 4개의 에스컬레이터가 있다.

### 승강장
1호선 역은 젠궈 로(建国路) 아래에 위치한 섬식 승강장이며, 14호선 역 승강장은 시다왕 로(西大望路) 아래에 위치한 섬식 승강장이다.

## 출구

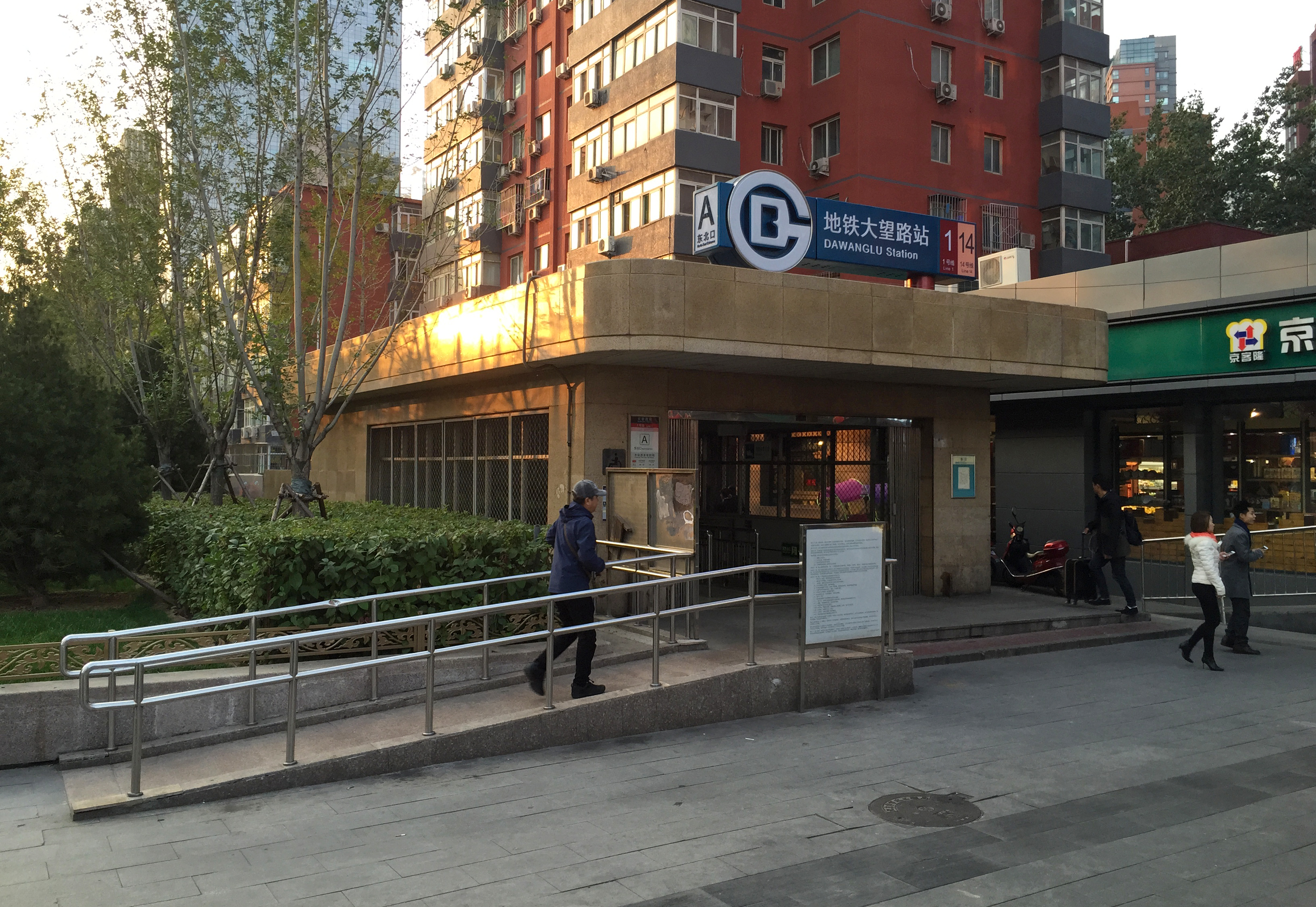
다왕루 역 A출구 (동북)

총 7개의 출구가 있다. : A동북, B동남, C서남, D서북, E서북, F동북, H서남, 이중 E 출구에 엘리베이터가 있다.
| 번호                                               | 인근 역세권 |
| -------------------------------------------------- | --- |
| 出口 · A                                           | 젠궈로(북측), 화무센터(华贸中心), 베이징SKP                                                                                                |
| 出口 · B                                           | 젠궈로(남측), 바왕펀(八王坟) 장거리 버스 정류장, 외자 기업 빌딩                                                                            |
| 出口 · C                                           | 젠궈로(남측) |
| 出口 · D                                           | 젠궈로(북측), 완다 광장(万达广场), 중국사회과학보사(中国社会科学报社), 신세계백화중국 다왕루점(新世界百货大望路店), 골든랜드센터(金地中心) |
| 出口 · E                                           | 시다왕로(서측), 징후이 가(景辉街), 란바오 국제아파트(蓝堡国际公寓), 광후이리(光辉里)                                                       |
| 出口 · F                                           | 시다왕로(동측), 베이징SKP |
| 出口 · H                                           | 시다왕로 횡단통로 |
| 아이콘 설명: 경사로 \| 엘리베이터 \| 휠체어 리프트 | |

## 인접정차역
| 베이징 지하철 1호선  | 베이징 지하철 1호선    | 베이징 지하철 1호선                 |
| -------------------- | ---------------------- | ----------------------------------- |
| 궈마오 핑궈위안 방면 | ■ 베이징 지하철 1호선  | 스후이 쓰후이둥 방면                |
| 베이징 지하철 14호선 |                        |                                     |
| 주룽산 장궈장 방면   | ■ 베이징 지하철 14호선 | 훙먀오(미개통) 진타이루 산거좡 방면 |